# ابتکار تاب‌آوری زنجیره تأمین
ابتکار تاب‌آوری زنجیره تأمین (SCRI) یک توافقنامه سه جانبه است که پس از کنفرانس ویدئویی بین وزرای تجارت هند، ژاپن و استرالیا در ۲۷ آوریل ۲۰۲۱ در طول همه‌گیری کووید-۱۹ برقرار شد. آسیب‌پذیری‌ها در زنجیره تأمین جهانی به‌عنوان قطعه‌ای از پازل با توجه به اتکا به چین آشکار گردید. به همین دلیل ژاپن، استرالیا و هند به دنبال کاهش وابستگی به چین هستند. هدف این ابتکار هند و اقیانوسیه ایجاد یک «چرخه عالی» از رشد قوی، پایدار، متعادل و فراگیر در سراسر منطقه هند و اقیانوسیه با به اشتراک گذاشتن بهترین شیوه‌ها، ترویج سرمایه‌گذاری و رویدادهای تطبیق خریدار و فروشنده برای تنوع زنجیره تأمین است. وزرا موافقت کردند که حداقل سالی یک بار برای ارائه مشاوره برای اجرای SCRI و نیز مشورت در مورد چگونگی پیشرفت ابتکار تشکیل جلسه دهند. این ابتکار احتمالاً سرمایه‌گذاری داخلی در تولید هند توسط شرکت‌های ژاپنی و استرالیایی را برای کاهش وابستگی به صادرات منابع طبیعی چین ترویج می‌کند. ظاهراً دولت هند با توجه به حضور نظامی چین در لداخ، که تنش بین دو کشور را افزایش داده‌است، بر این ابتکار تمرکز دارد. SCRI در پرتو اقدامات اضطراری ارتش هند برای تقویت مرزهای خود و تضمین استقلال آنها به عنوان یک ابرقدرت تشکیل شد. گفتگوهای سیاسی از جمله جو بایدن چهل و ششمین رئیس‌جمهور ایالات متحده و گروه هند و اقیانوسیه هند، استرالیا و ژاپن به عنوان چهارگانه این پیمان شناخته می‌شوند. با ادامه تنش‌ها با چین، این چهارجانبه بحث‌های خود را در مورد امنیت و روابط در یک اتحاد رسمی تشدید کرده‌اند.
چین بزرگترین مقصد صادرات و واردات برای استرالیا و ژاپن، و همچنین بازار برتر واردات هند بوده‌است. وزرای تجارت هند، ژاپن و استرالیا پس از ادامه کنفرانس‌های مجازی بین سه کشور از سپتامبر ۲۰۲۰، رسماً ابتکار تاب آوری زنجیره تأمین (SCRI) را راه اندازی کردند. این جلسات به ابتکار SCRI برای ایجاد یک «محیط تجاری و سرمایه گذاری آزاد، عادلانه، فراگیر، بدون تبعیض، شفاف، قابل پیش بینی و باثبات و در باز نگه داشتن بازارهای خود» تبدیل شد. این توافق احتمالاً شاخه ای از مذاکرات امنیتی است که از سال ۲۰۱۵ بین این سه کشور تشدید شده‌است زیرا همه آنها با خطرات سیاسی و اقتصادی با چین مواجه شده‌اند. هدف حفظ نظم منطقه‌ای و در عین حال متعادل کردن سلطه چین برای تضمین زنجیره‌های تأمین قوی‌تر و متنوع‌تر و یکپارچه‌سازی رویکردهای دفاعی و امنیتی است.
در ۱ اکتبر ۲۰۲۰، دولت استرالیا یک ابتکار جدید ۱۰۷٫۲ میلیون دلاری برای تاب آوری زنجیره تأمین (SCRI) برای کمک به موقعیت استرالیا برای واکنش بهتر به بحران‌های آینده مانند COVID-19 اعلام کرد.
ژاپن ۲٫۲ میلیارد دلار را به عنوان بخشی از بسته محرک کروناویروس خود برای تشویق به بازگشت مشاغل تولیدی ژاپنی از چین به منظور گسترش منابع عرضه و بهبود تولید داخلی اختصاص داد. این حرکت چشم‌انداز ۲۰۲۵ هند و ژاپن را تقویت می‌کند: همکاری استراتژیک و جهانی ویژه با هم برای صلح و رفاه منطقه هند و اقیانوس آرام و جهان.